# Región Atlacomulco
Región 2 Atlacomulco es la segunda de las 20 regiones en que se divide el Estado de México. Se localiza al norte del estado y es una de las regiones con mayor extensión territorial.

## Municipios de la región
- Acambay
- Aculco
- Atlacomulco
- Chapa de Mota
- El Oro
- Jilotepec
- Jocotitlán
- Morelos
- Polotitlán
- San José del Rincón
- Soyaniquilpan de Juárez
- Temascalcingo
- Timilpan
- Villa del Carbón